# コガネヤマドリ
コガネヤマドリ（黄金山鳥、学名: Boletus aurantiosplendens）はイグチ目イグチ科ヤマドリタケ属のキノコである。可食とされているが、やや苦い。和名は、文字通り傘も管孔も柄も鮮やかな黄金色であることから。食用可。

## 分布
日本および北アメリカ東部に分布する。晩夏から中秋にかけて、コナラやクヌギ、ミズナラ、シイなどのブナ科の広葉樹林の林床に発生する外生菌根菌で、単生～群生するSutorius venenatus。

## 特徴
中型～大型のイグチ科のキノコであり、傘は直径4 - 10センチメートル (cm) 、幼菌はまんじゅう形であるが、やがて丸山形になり、後にほぼ平らに開く。傘表面は鮮黄褐色から橙黄色か黄土色で、ほとんど平滑。粘性はなく、ほぼ無毛である。管孔は直生～ほぼ離生状であり、黄色のちオリーブ色を帯びる。孔口は小型で、幼菌時は黄色い菌糸でふさがれている。
柄は長さ6 - 12 cm、太さ13 - 20ミリメートル (mm) で、下方に多少太まり、黄色から汚黄色を呈する。柄表面は上部あるいは全面が細かい網目模様で覆われる。肉は黄色のち淡黄色で、初めはかたく締まっているが生長とともにやわらかくなる。傷つけても変色しない。

## 利用
食べられるキノコで、傘の開ききったものは虫が入っていることもあるので、なるべく若いものを料理に使う。湯がいて下処理してから、ピラフの具、すき焼き、パスタの具などにする。柄の部分は歯切れが良い。

## 近似するキノコ
よく似ている毒キノコにドクヤマドリ（Sutorius venenatus）がある。コガネヤマドリは傷がついても青変せず柄の上部に網目模様があるが、ドクヤマドリでは柄に網目模様がなく、傷がつくと徐々に青変することで見分けることができる。

## 近縁種
ヤマドリタケ属 (Boletus)
- ヤマドリタケ (B. edulis)
- ヤマドリタケモドキ (B. reticulatus)
- ムラサキヤマドリタケ (B. violaceofuscus)
- アシベニイグチ (B. calopus)
- アカジコウ (B. speciosus)
- コウジタケ (B. fraternus)
- ニセアシベニイグチ (B. pseudocalopus)
- イロガワリ (B. pulverulentus)
- アメリカウラベニイロガワリ (B. subvelutipes)
- クラヤミイグチ (B. fuscopunctatus)
- コゲチャイロガワリ (B. brunneissimus)
- ツブエノウラベニイグチ (B. granulopunctatus)
- ダイダイイグチ (B. laetissimus)
- バライロウラベニイロガワリ (B. rhodocarpus)